# بعد قطبي

القوس التي هي باللون النيلي تمثل البعد القطبي.
α تمثل المطلع المستقيم.
δ تمثل الميل الاستوائي.

البعد القطبي (بالإنجليزية: Polar distance) هو المسافة بين جرم سماوي و بين القطب الشمالي للسماء، مقاسة بالدرجات من صفر حتى 180ْ. إنه متمم الميل الاستوائي، أي مجموعهما يساوي زاوية قائمة.